# 981
981(구백팔십일)은 980보다 크고 982보다 작은 자연수다.

## 수학
- 합성수로, 그 약수는 1, 3, 9, 109, 327, 981이다. 진약수의 합은 449이므로, 981은 부족수다.

## 교통

### 항공
- 터키항공 981편 추락 사고 (1974년)
- 플라이두바이 981편 추락 사고 (2016년)

### 도로
- 유럽 고속도로 981호선: 튀르키예 아피온카라히사르에서 포잔티까지 이어지는 유럽 고속도로.

## 방송
- B tv의 맥스포츠 채널 번호.

## 문화재
- 대한민국의 보물 제981호: 하남 교산동 마애약사여래좌상

## 기타
- 연도: 981년, 기원전 981년